# Franco Di Santo
Franco Matías Di Santo (Mendoza, 7 de abril de 1989) é um ex-futebolista argentino que atuava como atacante.

## Carreira

### Audax Italiano
Apesar de ter nascido na Argentina e ter passado pelas divisões inferiores do Godoy Cruz com apenas 16 anos, Di Santo destacou-se bem mais pelo chileno Audax Italiano, clube onde atuou por três anos, sendo um deles ainda nas categorias de base e, consequentemente, subindo ao elenco profissional.

### Inglaterra
Chamou a atenção do Chelsea, sendo contratado em fevereiro de 2008, por sete milhões de dólares, firmando um contrato de cinco anos. Inicialmente, atuou apenas pelo time B, onde marcou sete gols em oito partidas, além de algumas assistências. Por consequência disto, acabou sendo promovido à equipe principal.
Suas primeiras oportunidades pelo time principal foram nas partidas de sua primeira pré-temporada no clube, realizados na China. Contra a equipe do Guangzhou FC, marcou seu primeiro gol, o terceiro na goleada de 4–0. Ainda em pré-temporada na China, marcou outro gol na vitória por 7–0 sobre o Chengdu Blades.
Reserva no Chelsea, em 3 de agosto de 2009, Di Santo acabou sendo cedido ao Blackburn Rovers, por um empréstimo que duraria até janeiro de 2010.
Na pré temporada de 2010–11, regressou ao Chelsea mas não teve muito espaço com o técnico Carlo Ancelotti, e foi negociado com o Wigan Athletic, assinando contrato por três temporadas.

### Alemanha
Do Wigan, Di Santo foi para o Werder Bremen, onde viveu sua melhor fase na carreira com 51 jogos e 18 gols. Em 2015, foi vendido ao Schalke 04, por 6 milhões de euros.

### Atlético Mineiro
Em 6 de agosto de 2019, Di Santo foi anunciado como jogador do Atlético Mineiro com contrato válido até dezembro de 2020. Rescindiu seu contrato com o clube em junho de 2020, tendo disputado um total de 33 partidas e marcado sete gols.

## Títulos
Chelsea
- Copa da Inglaterra: 2008–09

Wigan Athletic
- Copa da Inglaterra: 2012–13

Atlético Mineiro
- Campeonato Mineiro: 2020

## Curiosidades
Di Santo disputou seu primeiro jogo como profissional na Argentina apenas em setembro de 2019, aos 30 anos de idade, quando o Atlético Mineiro foi a seu país natal disputar a semifinal da Copa Sulamericana contra o Colón de Santa Fé.